# Zoeterwoude

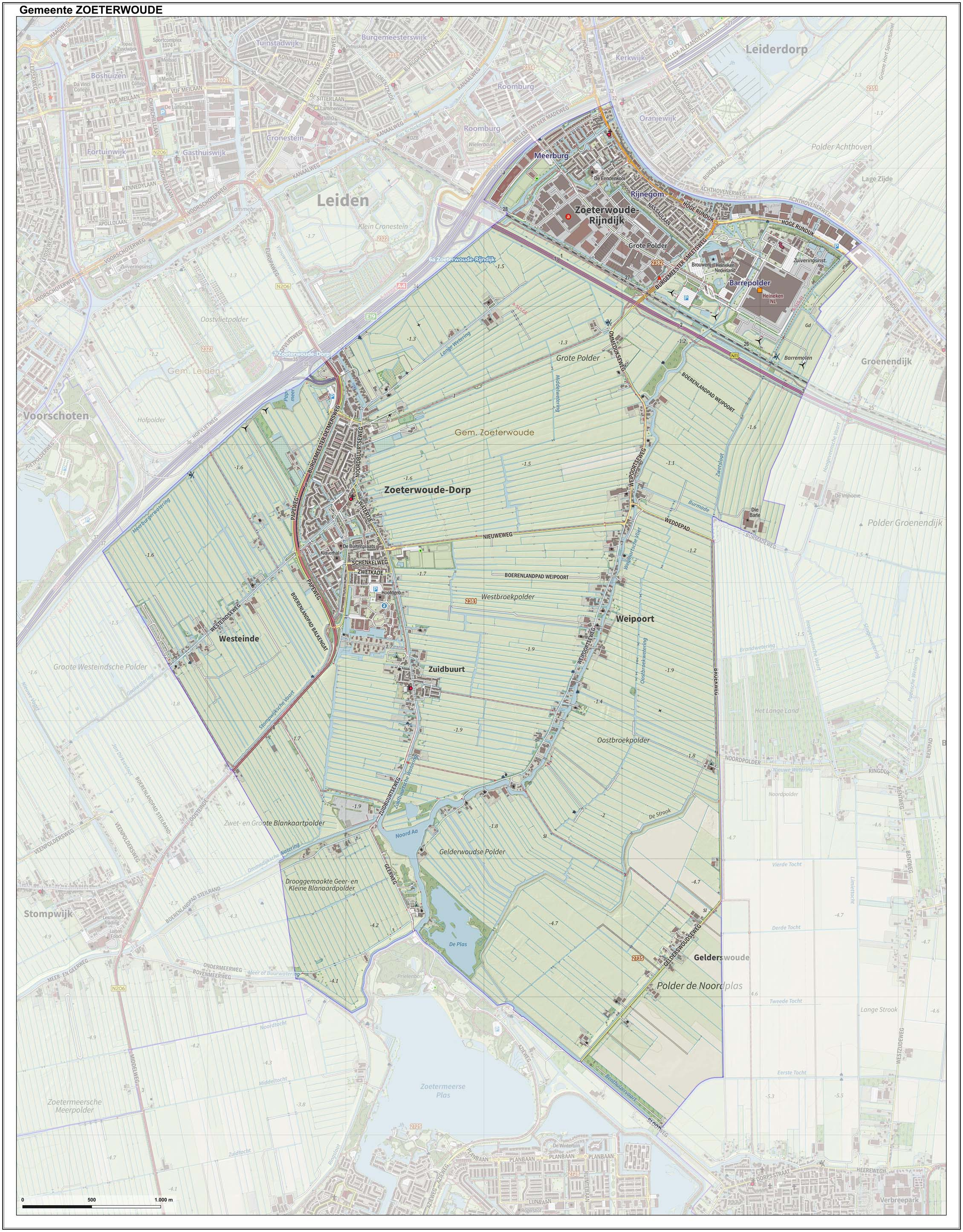
Topografische gemeentekaart van Zoeterwoude, per september 2022

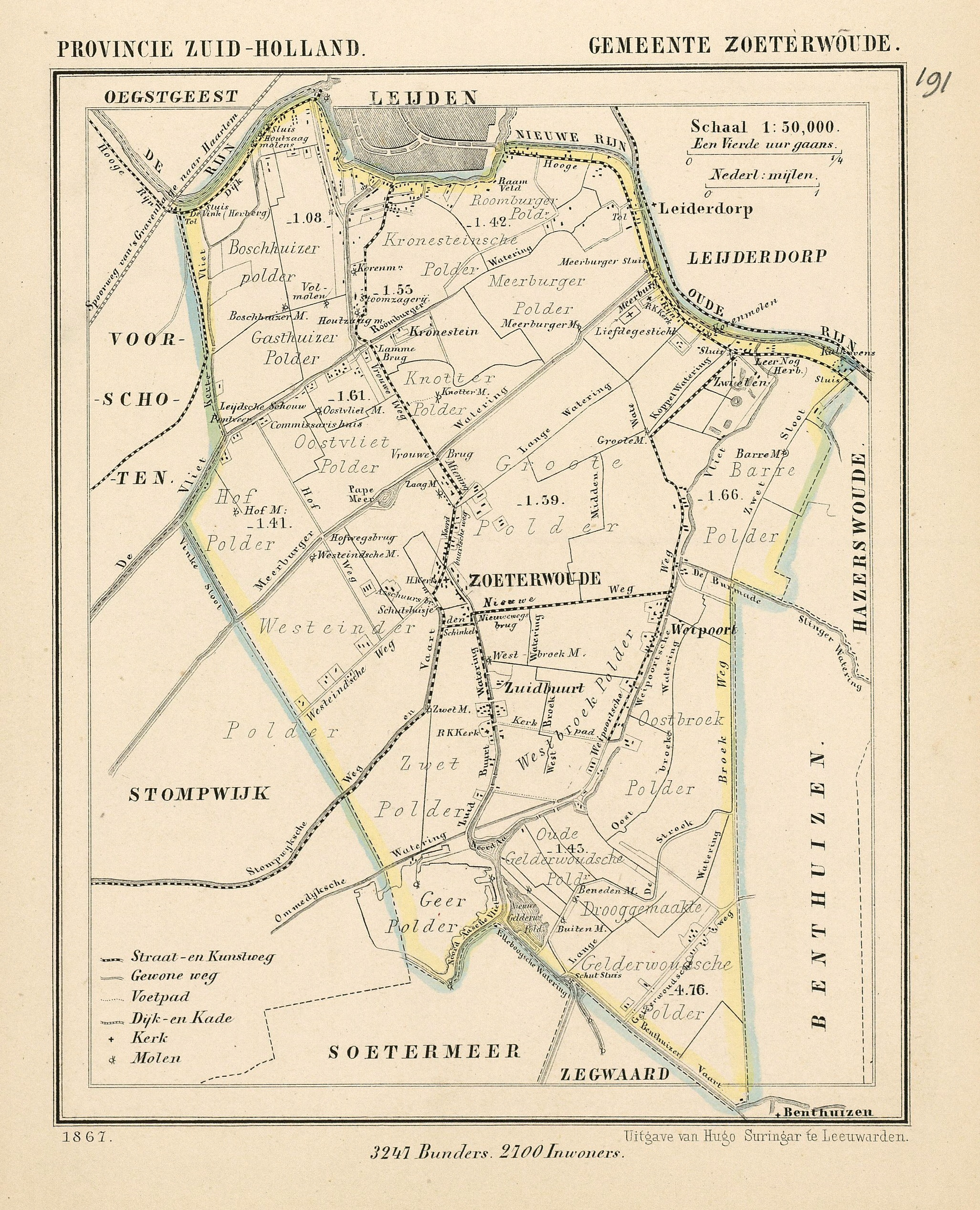
De gemeente Zoeterwoude in 1867

Zoeterwoude (uitspraakⓘ) is een gemeente in de Nederlandse provincie Zuid-Holland. De gemeente telt 9.732 inwoners (op 22 november 2024, bron: CBS) en heeft een oppervlakte van 21,68 km² (waarvan 1,07 km² water). De gemeente beslaat diverse woonkernen, waarvan Zoeterwoude-Dorp en Zoeterwoude-Rijndijk de grootste zijn. In 2009 is door de gemeenteraad een woonplaatsbesluit in werking getreden, waardoor de voormalige woonkern Gelderswoude per 1 juni 2009 een officiële woon- of vestigingsplaats is geworden en dus een dorp is binnen de gemeente Zoeterwoude, in tegenstelling tot alle andere woonkernen.

## Geschiedenis

### De naam Zoeterwoude
De oorsprong van de naam Zoeterwoude is niet volledig te achterhalen, maar vermoedelijk is het dorp vernoemd naar het water de Suet of Swet, een zijriviertje van de Oude Rijn dat thans bekend is onder de naam Weipoortse Vliet. Suet of Swet heeft de betekenis van 'zoet', waaruit de verwantschap blijkt met het Engelse 'sweet'. De naam Suet of Swet komt terug in diverse andere namen in Zoeterwoude, zoals de straat Zwetkade, de woon- en leefgemeenschap voor mensen met een verstandelijke handicap Swetterhage en ook in de familienaam Van Zwieten of Van Swieten, een adellijk geslacht dat zijn oorsprong heeft in Zoeterwoude. Hun kasteel Zwieten werd in de 14e eeuw gebouwd, maar werd eind 18e eeuw afgebroken.
Een andere mogelijke oorsprong van de naam kan liggen in een andere betekenis van het toponiem zwet, dat grens kan betekenen. In deze variant zou de naam Suet (en daarmee ook Zoeterwoude) duiden op een grensgebied, mogelijk van de beboste omgeving ter hoogte van de Weipoortse Vliet.

### Oorsprong van Zoeterwoude
Zoeterwoude is ontstaan vanuit zowel de diverse woonkernen die ontstonden op de ontginningsassen als de bewoning langs de dijk van de Oude Rijn.
Langs de Oude Rijn ontstond rond 40 na Chr. een reeks forten van het Romeinse leger. Onder andere bij het huidige Katwijk, Valkenburg, Leiderdorp, Leiden en Zwammerdam. Om deze forten met elkaar te verbinden werd er op de zuidelijke oever van de Oude Rijn een weg aangelegd. Langs deze as ontstond langzaam bewoning. Rond 750 vormden zich ook kleine kernen van bewoning in de huidige Weipoort. De Heilige Lebuïnus bouwde daar, in een kern die destijds Suetan (vgl. Swet of Suet) genoemd werd, een kerkje (dat nooit is teruggevonden).
Over de oorspronkelijke locatie van Suetan bestaat de nodige discussie. Dit dorpje zou hebben kunnen gelegen bij de monding van de Weipoortse Vliet of verder stroomopwaarts. Op het terrein van de Heineken brouwerij zijn archeologische aanwijzingen gevonden dat er inderdaad sprake was van bewoning aldaar. Ook andere gemeenschappen en dorpen, die op het oorspronkelijk Zoeterwoudse grondgebied lagen, waren al vroeg bekend. Zo waren in 857 al vermeldingen van boerderijen in Rodanburg (thans Roomburg op Leids grondgebied), het eerder genoemde Suetan en Northa (mogelijkerwijs de huidige Noord Aa) op een bezittingenlijst van de St. Maartenskerk te Utrecht. Latere vermeldingen in de 11e eeuw zijn er ook van de dorpjes Waldmannerveen (mogelijk op de locatie van het huidige Zoeterwoude-Dorp) en Boschusa (thans Boshuizen in Leiden). In het nabijgelegen Leiderdorp zijn restanten van een Romeinse handelshaven gevonden en ook in de nieuwe Leidse wijk Roomburg zijn restanten gevonden. In het begin van de derde eeuw na Christus stond bij Roomburg een Romeins castellum dat vrijwel zeker bewoond werd door soldaten van 30e Romeinse Legioen. Het dorp Suetan of Swieten was in die tijd mogelijkerwijs een soort hoofdplaats van een plattelandsdisctrict of kerspel, nog ver voordat er überhaupt sprake was van de stad Leiden.
Rond 1200 overstroomde de regio enkele malen door stormvloed. Doordat veel inwoners van de omliggende dorpen naar Leiden trokken, nam de bevolking van deze stad sterk toe. Het is heel goed mogelijk dat de bewoners van Suetan/Swieten wegens de overstromingen hun locatie aan de monding van de Swet hebben verlaten en verderop in de recent ontgonnen gebieden zijn gaan wonen op de plaats waar Zoeterwoude ontstaan is. De naam Zoeterwoude komt dan ook voor het eerst voor in een oorkonde uit die periode, om precies te zijn in 1205, waarin ene "Florentius van Sotrewold" wordt vermeld. Hieruit is te concluderen dat Zoeterwoude mogelijk op dat moment al een bestaand dorp zou zijn en dat deze Florentius hieruit afkomstig was. Dit is echter allemaal (gefundeerde) speculatie. Het eerste echte teken van een officieel bestaan van een dorp met de naam Zoeterwoude stamt echter uit 1276: Dirk van Santhorst ontving toen het "Ambacht Soetrewold" in leen van graaf Floris V.

### Vanaf 1300
In 1414 werd de Hoge Rijndijk verhoogd en in 1446 werd de naam Weipoort voor het eerst vermeld. In 1450 werd tevens de eerste brug tussen Leiderdorp en Zoeterwoude gebouwd.
In 1574 werd Zoeterwoude volledig platgebrand door de Leidenaren om het schootsveld van hun kanonnen te vergroten vanwege het beleg van die stad. Ook werden vrijwel alle polders van de gemeente onder water gezet, met als logisch gevolg dat er vrijwel geen enkele inwoner in het dorp bleef wonen. Rond 1650 was vrijwel heel Zoeterwoude weer herbouwd en rond 1700 was het dorp zelfs zeer welvarend.
Sinds 1975 is in Zoeterwoude-Rijndijk het hoofdkantoor en een brouwerij van Heineken gevestigd. Deze in 1975 gebouwde brouwerij is een van de grootste van Europa.

### Annexaties en herindeling
Rond 1800 begon Leiden met een lange reeks van annexaties die Zoeterwoude behoorlijk kleiner deed worden. In 1960 werd de A4 aangelegd, die sinds 1966 ook de gemeentegrens vormt tussen Leiden en Zoeterwoude. De plaats is de afgelopen eeuw meermalen bedreigd door voorgenomen annexaties, het volbouwen van polders en gemeentelijke herindeling, maar is in de 21e eeuw nog steeds zelfstandig. Vanaf 2011 zou de gemeente Boskoop fuseren met de gemeente Rijnwoude, en in januari 2008 gaf Boskoop aan de nieuwe fusiegemeente ook te willen uitbreiden met Zoeterwoude, met als doel het vormen van één grote Groene Hart-gemeente. Zoeterwoude heeft bij monde van burgemeester Liesbeth Bloemen laten weten hier geen interesse in te hebben. Uiteindelijk zijn Rijnwoude en Boskoop in 2014 gefuseerd met Alphen aan den Rijn.

## Bezienswaardigheden
- De Zoeterwoudse polders met een karakteristiek veenweidelandschap.
- Diverse monumentale boerderijen (met name in de kern de Weipoort).
- De oude Nederlands-hervormde Dorpskerk (Zoeterwoude-Dorp).
- De rooms-katholieke Sint-Jan Onthoofdingkerk, na een grote brand in 1964 nog maar een klein overblijfsel van de oorspronkelijke kerk. In de voorgevel staan de beelden van Petrus en Paulus en van de patroon St. Johannes de Doper (Zuidbuurt).
- De monumentale rooms-katholieke Goede Herderkerk, vooral bekend als de Meerburgkerk (Zoeterwoude-Rijndijk).
- Heineken brouwerij Zoeterwoude, de grootste bierbrouwerij van Europa.

### Monumenten
In de gemeente is er een aantal rijksmonumenten, gemeentelijke monumenten en oorlogsmonumenten, zie:
- Lijst van rijksmonumenten in Zoeterwoude
- Lijst van gemeentelijke monumenten in Zoeterwoude
- Lijst van oorlogsmonumenten in Zoeterwoude

### Kunst in de openbare ruimte
In de gemeente Zoeterwoude zijn diverse beelden, sculpturen en objecten geplaatst in de openbare ruimte, zie:
- Lijst van beelden in Zoeterwoude

## Sport en recreatie
Zoeterwoude heeft 3 voetbalclubs. VV SJZ in Zoeterwoude-Dorp, RKVV Meerburg in Zoeterwoude-Rijndijk en de VV HVZ.
De IJsclub Zoeterwoude organiseert jaarlijks de Groene Hard- en Wandelloop in Zoeterwoude-Dorp en van de Leiden Marathon komt het parcours van de hele- en de halve marathon door Zoeterwoude.
Daarnaast is in Zoeterwoude-Rijndijk GJT Meerburg Zoeterwoude ook een belangrijke sportclub, waar Jazzdans, Turnen, Freerun en Gym wordt gegeven op recreatie en wedstrijdniveau.

## Aangrenzende gemeenten

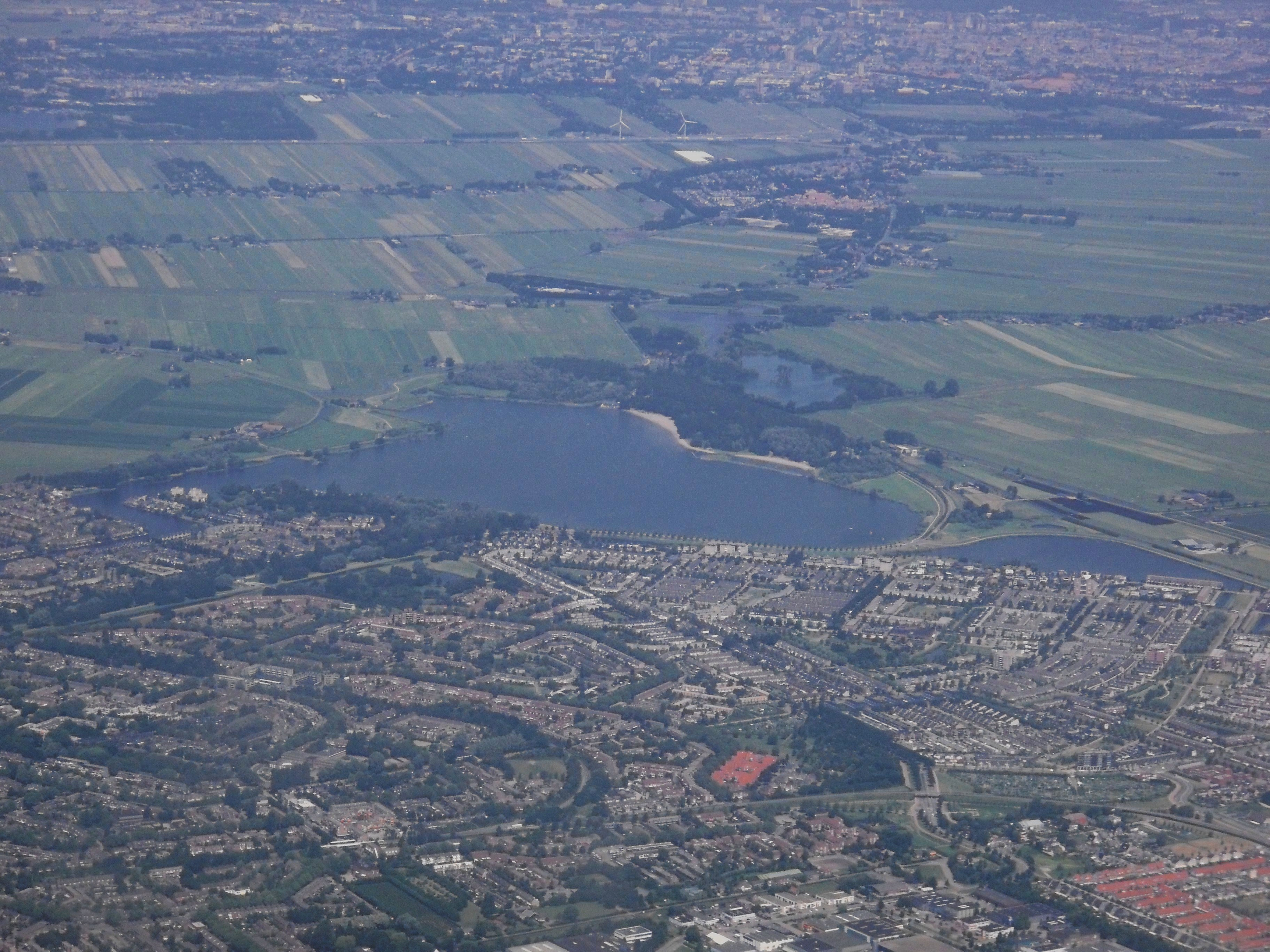
Zoeterwoude is gelegen tussen onder meer Zoetermeer (onder in beeld) en Leiden (boven in beeld).

| Aangrenzende gemeenten | Aangrenzende gemeenten | Aangrenzende gemeenten | Aangrenzende gemeenten | Aangrenzende gemeenten |
| ---------------------- | ---------------------- | ---------------------- | ---------------------- | ---------------------- |
|                        |                        | Leiderdorp             |                        |                        |
|                        |                        |                        |                        |                        |
| Leiden                 | Alphen aan den Rijn    |                        |                        |                        |
|                        |                        |                        |                        |                        |
|                        |                        | Leidschendam-Voorburg  |                        | Zoetermeer             |

## Geboren in Zoeterwoude
- Bertha Waszklewicz-van Schilfgaarde (1850-1937), Nederlandse vredesactivist en publicist
- François Brandt (1874-1949), roeier
- Harm Kamerlingh Onnes (1893-1985), kunstenaar
- Paul van Kempen (1893-1955), dirigent
- Bram van Velde (1895-1981), kunstschilder
- Willem Valk (1898-1977), beeldhouwer
- P.C. Paardekooper (1920-2013), neerlandicus
- Cock van der Hulst (1942-2020), wielrenner en veldrijder
- Bert van der Helm (1948), tafeltennisser
- Arie van der Krogt (1952), dichter en liedjesschrijver
- Jeroen Straathof (1972), schaatser
- Suzanne de Goede (1984), wielrenster
- Niña van Dijk (1985), zangeres
- Ted Griffioen (1985), cabaretier
- Rosa Wierda (1996) Radiopresentator

## Gestorven in Zoeterwoude
- Jan Porcellis (1583/5-1632), kunstschilder
- Johannes Everts (1878-1945), schrijver
- Gerrit de Blanken (1894-1961), keramist
- Frants Edvard Röntgen (1904-1980), architect

## Politiek

### Gemeenteraad
De gemeenteraad van Zoeterwoude bestaat uit 13 zetels. Hieronder staat de samenstelling van de gemeenteraad sinds 1994:
| Gemeenteraadszetels             | Gemeenteraadszetels | Gemeenteraadszetels | Gemeenteraadszetels | Gemeenteraadszetels | Gemeenteraadszetels | Gemeenteraadszetels | Gemeenteraadszetels | Gemeenteraadszetels |
| Partij                          | 1994                | 1998                | 2002                | 2006                | 2010                | 2014                | 2018                | 2022                |
| ------------------------------- | ------------------- | ------------------- | ------------------- | ------------------- | ------------------- | ------------------- | ------------------- | ------------------- |
| Progressief Zoeterwoude         | 5                   | 4                   | 4                   | 5                   | 5                   | 6                   | 6                   | 5                   |
| CDA                             | 5                   | 6                   | 7                   | 6                   | 6                   | 5                   | 4                   | 5                   |
| VVD                             | 3                   | 3                   | 2                   | 2                   | 2                   | 2                   | 2                   | 2                   |
| Senioren Belangen Zoeterwoude** | -                   | -                   | -                   | -                   | -                   | 0                   | 1                   | 1                   |
| Totaal                          | 13                  | 13                  | 13                  | 13                  | 13                  | 13                  | 13                  | 13                  |

**ontstond tijdens raadsperiode 2014-2018 als eenmansfractie na afsplitsing van CDA. Is daarna uitgegroeid tot reguliere partij.

### College van B&W
De coalitie voor de periode 2022-2026 uit CDA en VVD. Zie hieronder het college van burgemeester en wethouders voor de periode 2022-2026.
| Naam                     | Functie            | Partij | Portefeuille |
| ------------------------ | ------------------ | ------ | --- |
| Fred van Trigt           | Burgemeester       | CDA    | - Ambassadeur van Zoeterwoude - Algemene en Bestuurlijke Zaken - Openbare Orde en Veiligheid - Personeel en Organisatie - Juridische Zaken - Regionaal Gezondheidsbeleid - Communicatie - Participatie - Dienstverlening - Opvang Oekraïense ontheemden - Sport - Bewegen - Spelen - Nieuwbouw Bernardusschool - Uitbreiding Het Avontuur |
| Paul Olthof              | Wethouder          | CDA    | - 1e loco-burgemeester - Financien - Ruimtelijke Ontwikkeling - Wonen - Bedrijfsvoering - Natuur - Landschap - Recreatie - Economie - Regio - Landelijk gebied |
| Moniek van Sandick       | Wethouder          | CDA    | - 2e loco-burgemeester - WMO - Welzijn - Ouderenbeleid - Participatie - Jeugd - Lokaal gezondheidsbeleid - Onderwijs - Cultuur - Subsidiebeleid |
| Angelique van Beekhuizen | Wethouder          | VVD    | - 3e loco-burgemeester - Energietransitie - Duurzaamheid en Milieu - Afval - Openbare Ruimte/Werken - Verkeer - Vervoer - Waterstaat - Groene Hartbeleid - Landelijk gebied - Sport-Bewegen-Spelen - Herinrichting Hoge Rijndijk - Herinrichting Sportpark Haasbroek                                                                      |
| Interim Nanne Kramer     | Gemeentesecretaris |        | |

## Galerij

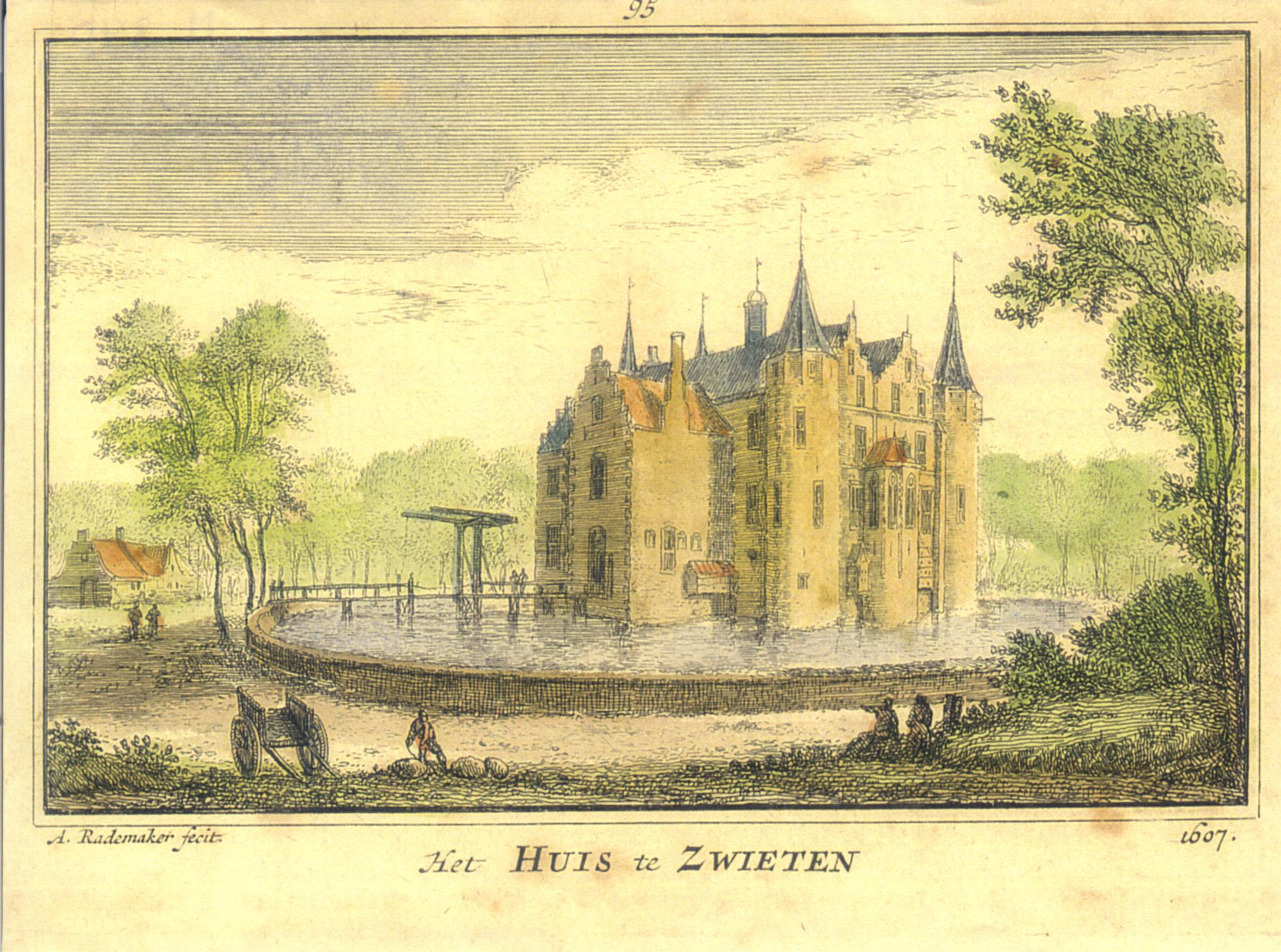
Het Huis van Zwieten 1607
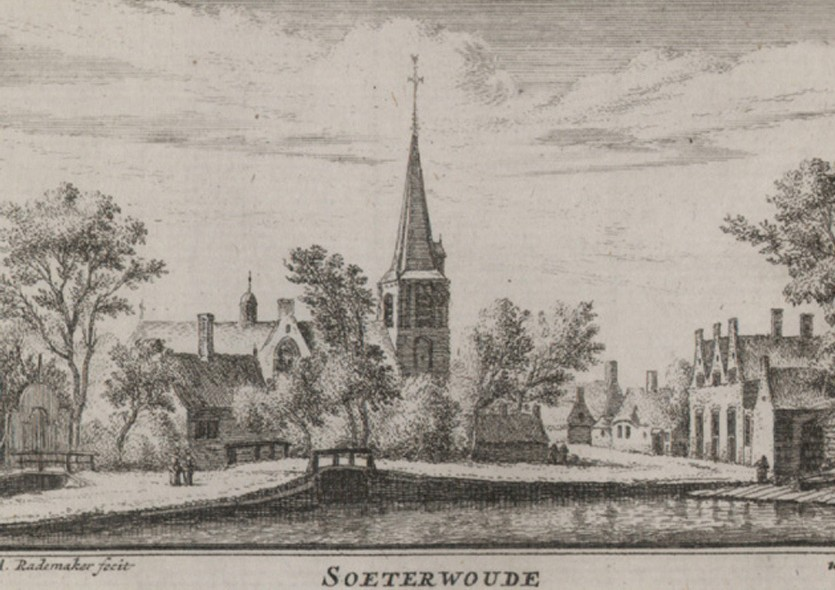
Zicht op de Dorpsstraat in Zoeterwoude, 1652
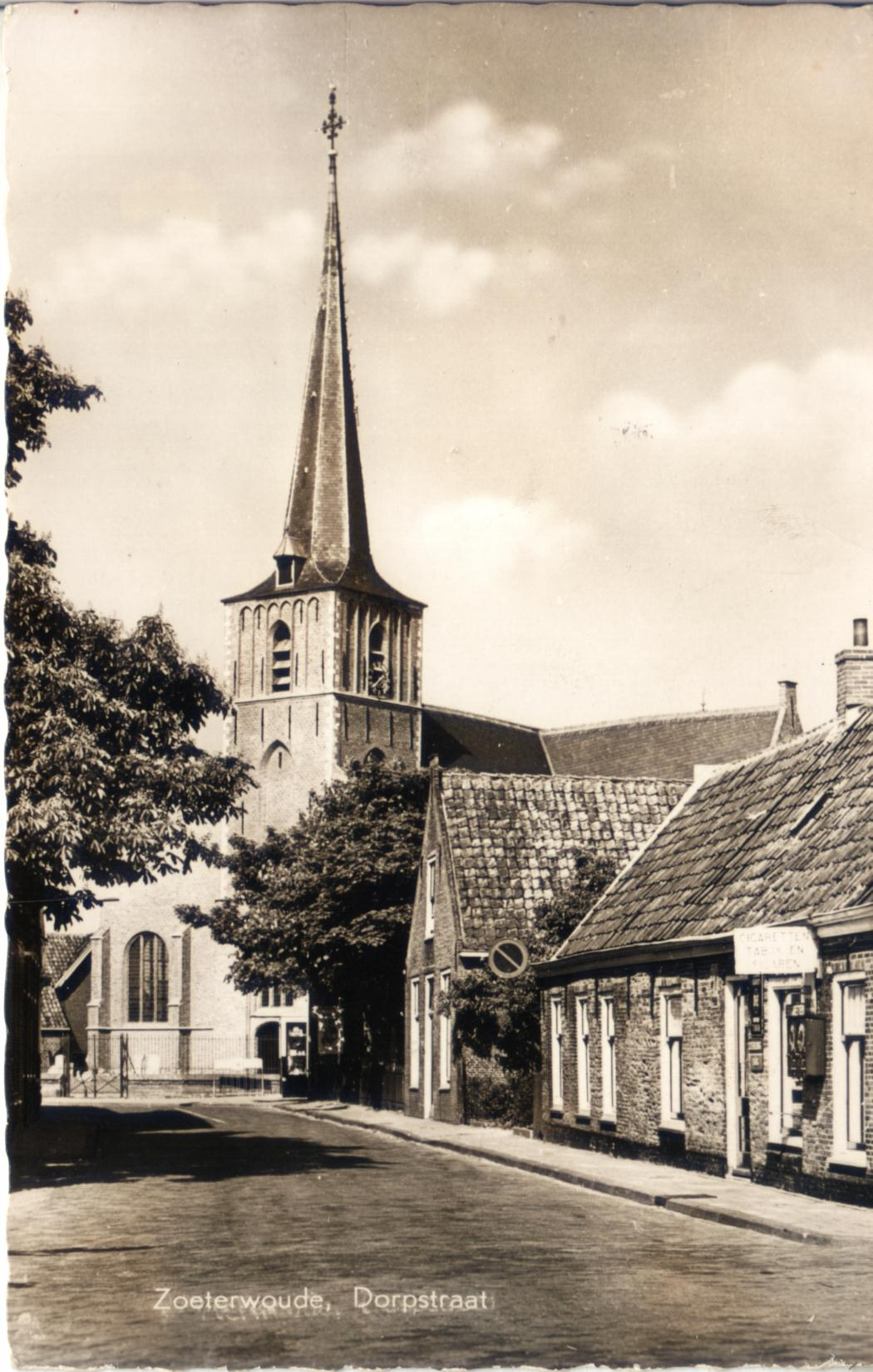
Dorpsstraat Zoeterwoude, begin 20e eeuw
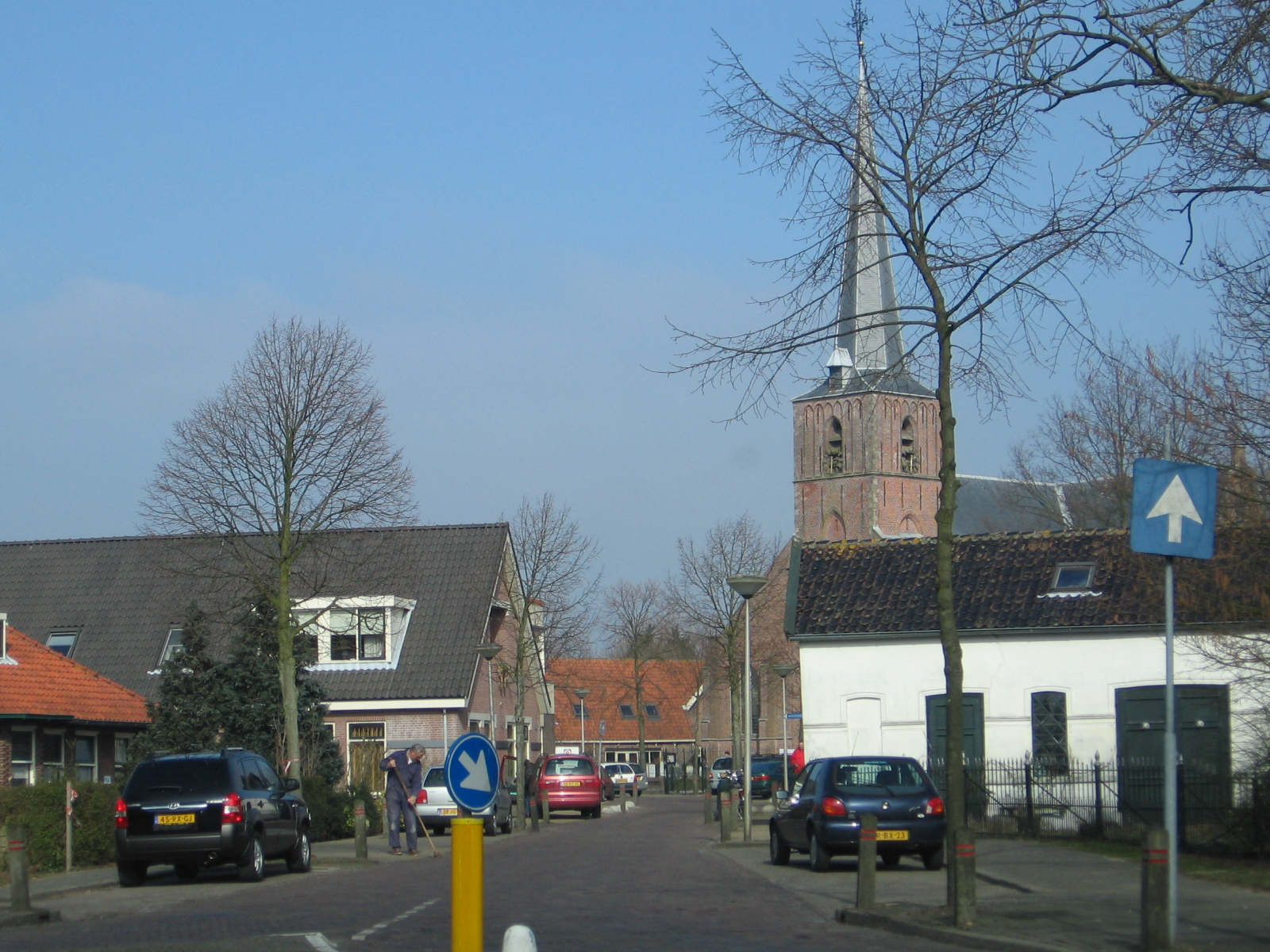
Dorpsstraat Zoeterwoude-Dorp, 21e eeuw
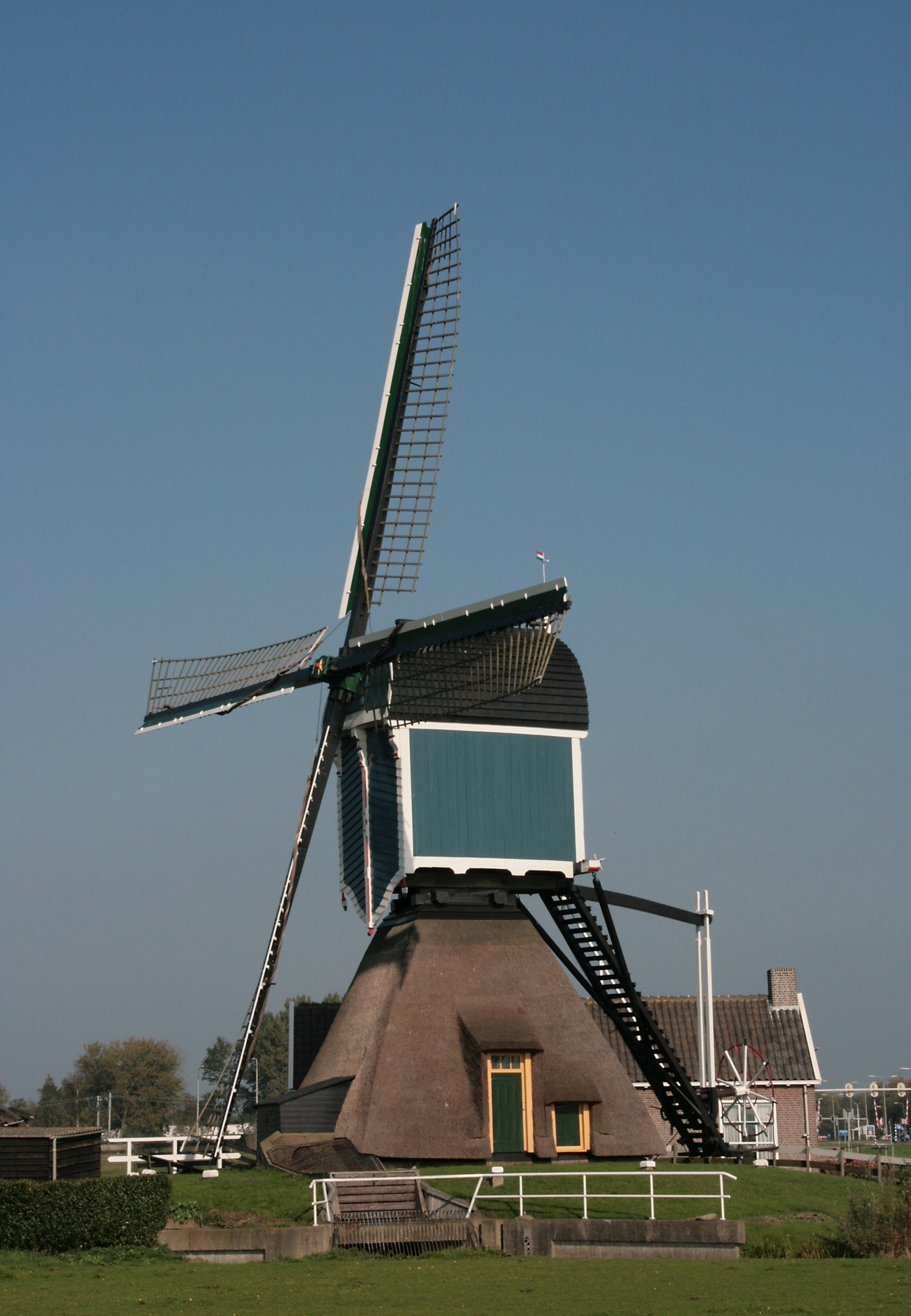
De Grote Molen nabij Zoeterwoude-Rijndijk.
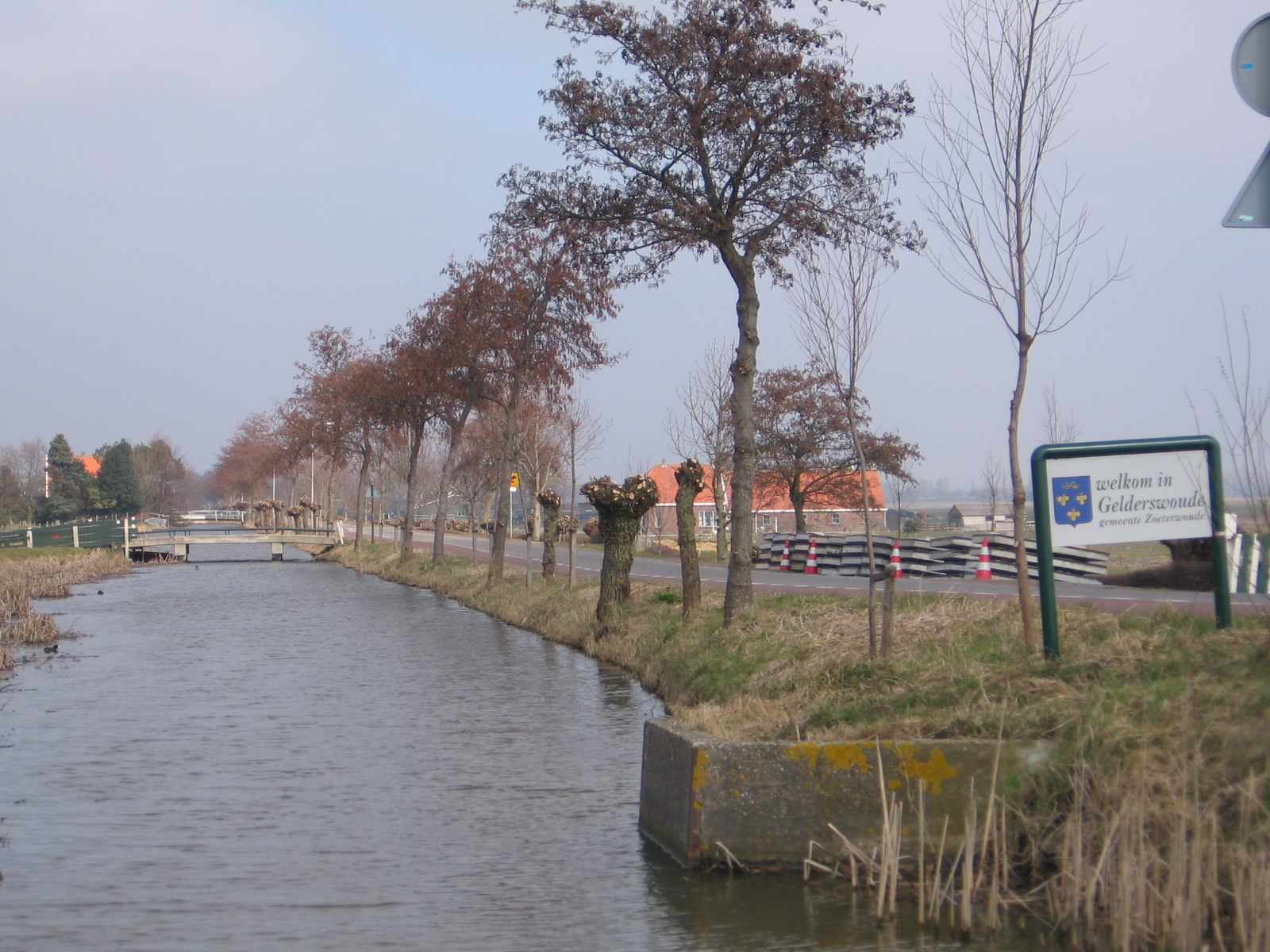
Gelderswoude
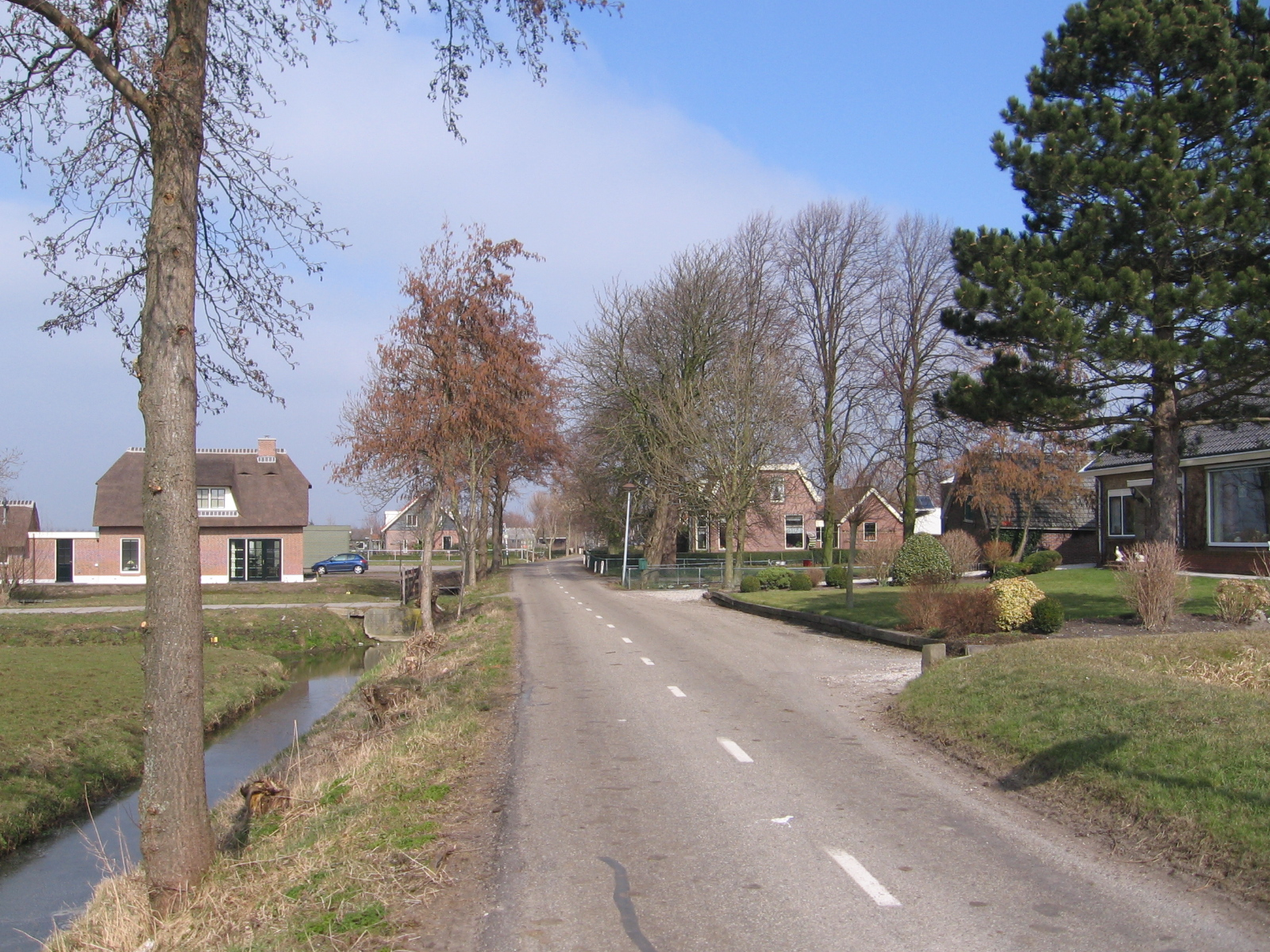
Buurtschap Weipoort
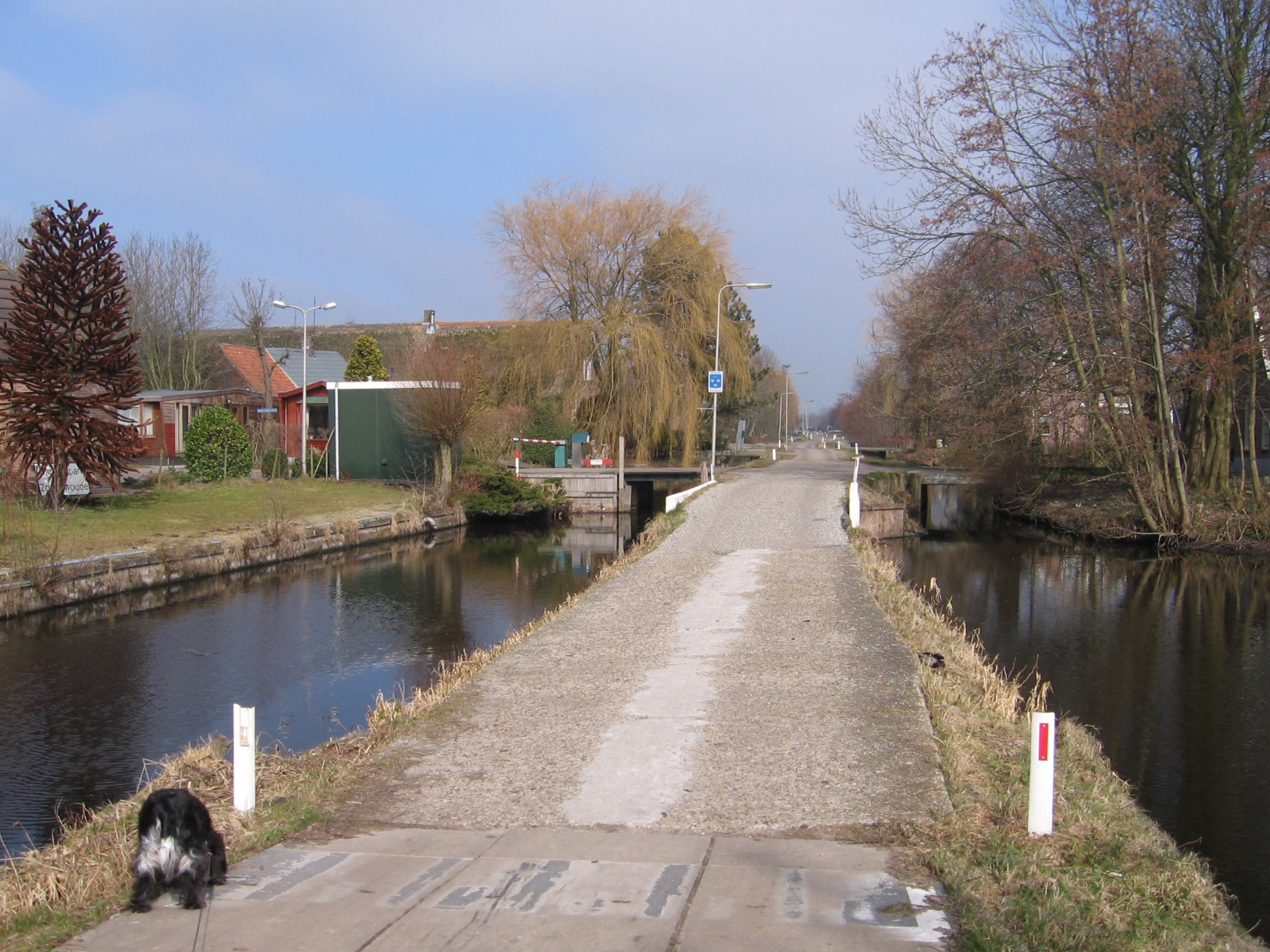
Buurtschap Westeinde
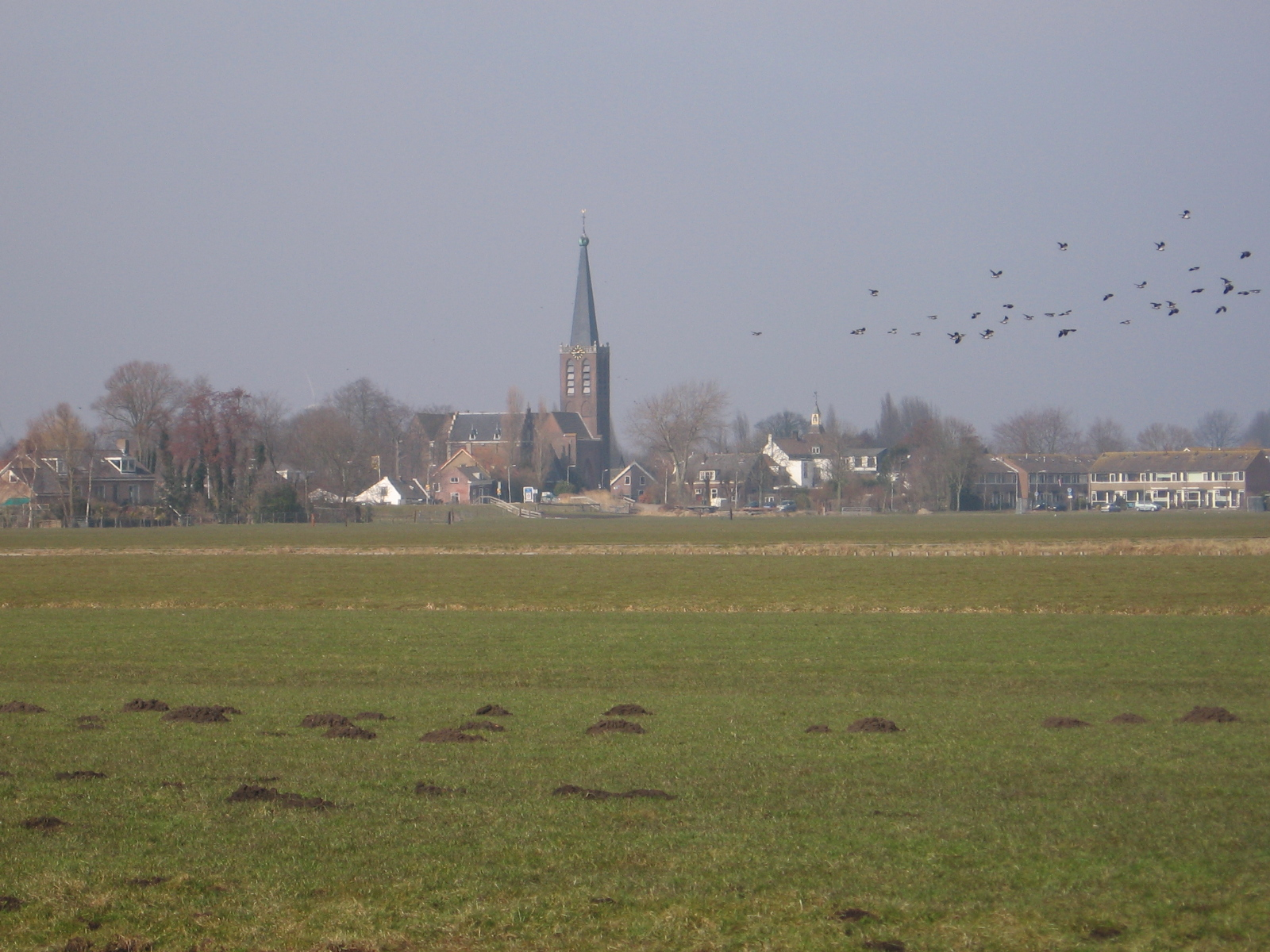
Buurtschap Zuidbuurt
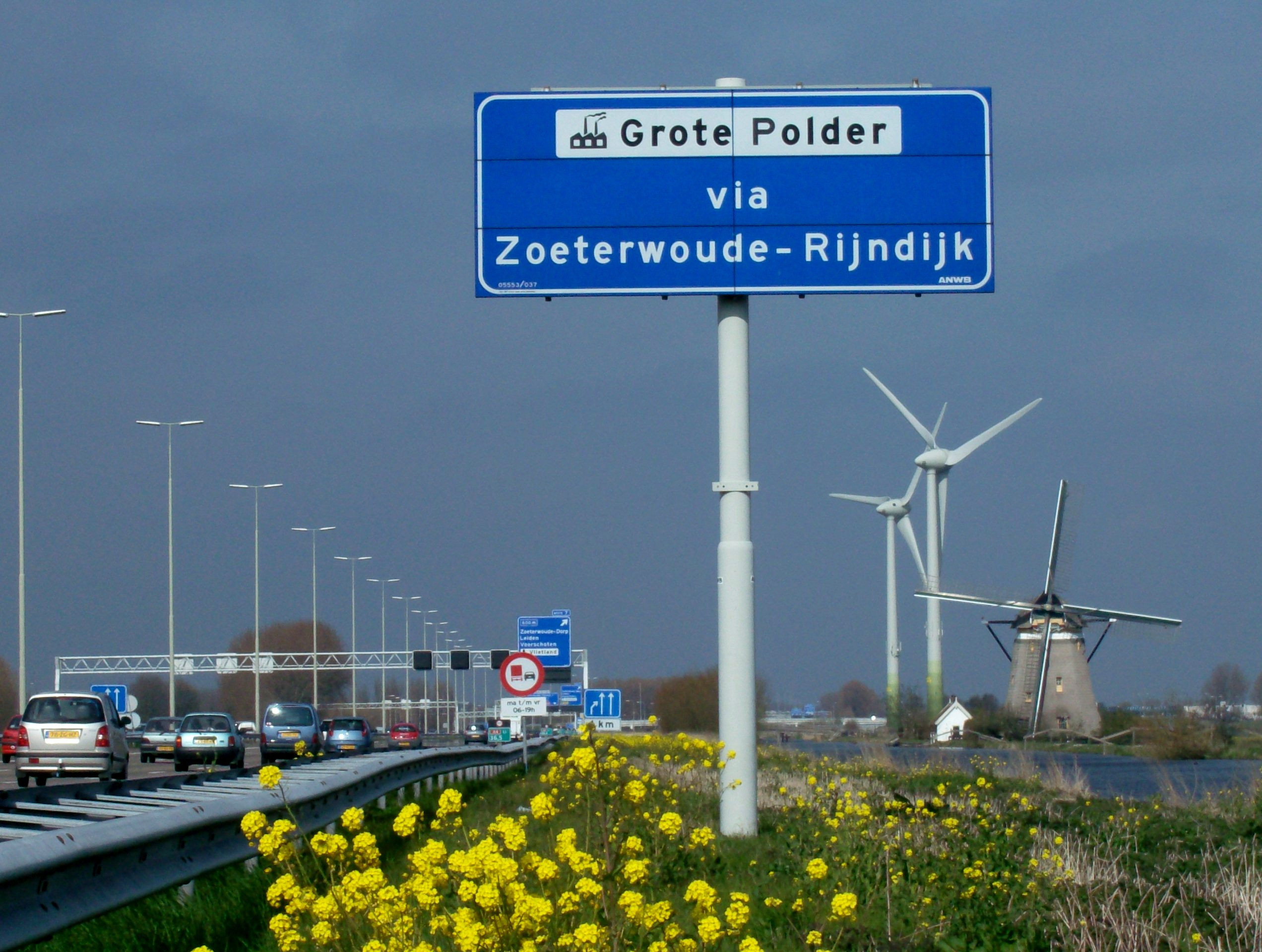
De molen "Zelden van Passe" langs de A4, met twee windturbines
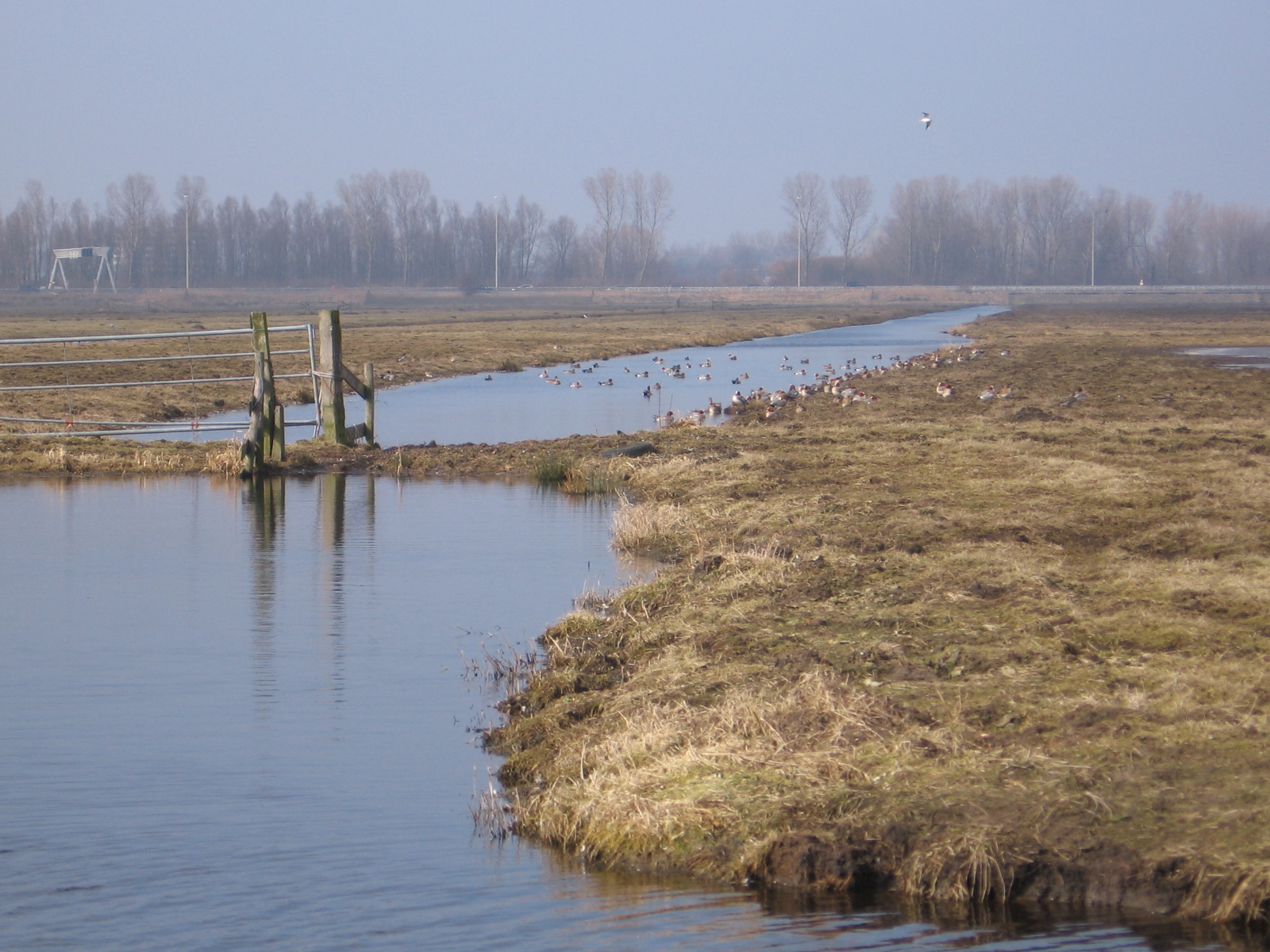
Vogelreservaat Westeinde